# Condado de Pasquotank
O Condado de Pasquotank é um dos 100 condados do Estado americano da Carolina do Norte. A sede do condado é Elizabeth City, e sua maior cidade é Elizabeth City. O condado possui uma área de 750 km² (dos quais 588 km² estão cobertos por água), uma população de 34 897 habitantes, e uma densidade populacional de 59 hab/km² (segundo o censo nacional de 2000). O condado foi fundado em .